# 杨念群
杨念群（1964年1月20日—），男，北京人，中国历史学家，曾任中国人民大学清史研究所副所长，现为中国人民大学清史研究所教授、博士生导师。

## 生平
1981年至1991年间在中国人民大学历史系和清史研究所学习，分别获历史学学士、硕士与博士学位。

## 家族
曾祖父是晚清名人杨度，曾外祖父则是近代重要思想家梁启超。

## 著作
著作有《中层理论：东西方思想会通下的中国史研究》、《儒学地域化的近代形态———三大知识群体互动的比较研究》、《杨念群自选集》、《再造“病人”——中西医冲突下的空间政治1832-1985》、《何处是江南——清朝正统观的确立与士林精神世界的变异》等。